# Góra Jahna
Góra Jahna (norw. Jahnfjellet) – góra na Spitsbergenie o wysokości 635 m n.p.m. Leży na północnym brzegu fiordu Hornsund ponad doliną Bratteggdalen. Nazwana na cześć polskiego polarnika i glacjologa Alfreda Jahna.